# Pascal Saint-Amans
Pascal Saint-Amans, né le 12 octobre 1968 à Montluçon, est un ancien haut fonctionnaire français à l'Organisation de coopération et de développement économiques (OCDE). 
Il possède une expertise sur les flux financiers internationaux, en particulier l'évasion fiscale et la fraude fiscale.

## Biographie

### Jeunesse et formation
Pascal Saint-Amans naît le 12 octobre 1968, à Montluçon, dans l'Allier, d'un père gendarme et d'une mère au foyer. Il grandit à Commentry.
Il rêve dans un premier temps de devenir journaliste, indique-t-il ; au sortir du lycée, il s'oriente finalement vers l'Institut d'études politiques de Paris, l'École des hautes études commerciales de Paris (HEC), l'université Panthéon-Sorbonne — où il obtient une licence d'histoire — et enfin l'École nationale d'administration (ENA) — une expérience qu'il dit avoir détestée —, dont il sort en 1996 à la quarante-quatrième place,.

### Carrière
Il entre — par hasard, précise-t-il — en 1996 au ministère des Finances comme chargé de mission à la Direction de la législation fiscale. Il y demeure jusqu'en 2007 après une parenthèse, de 2000 à 2003, à la Commission de régulation de l'énergie, une autorité administrative indépendante, où il est directeur financier,.
En 2001, il est candidat déçu à des élections locales dans son département d'enfance, sous l'étiquette socialiste.
N'ayant pas obtenu, au sein du ministère, le poste de sous-directeur de la fiscalité internationale qu'il convoite, il rejoint l'Organisation de coopération et de développement économiques (OCDE) en 2007 en tant que chef de la division chargée de la coopération internationale et de la compétition fiscale du Centre de politique et d'administration fiscales ; il prend la direction du centre en 2012,.
Dans le contexte des conséquences de la crise économique mondiale de 2008 (finances publiques en difficulté dans les États développées ; onéreux renflouement des banques), de scandales d'évasion et fraude fiscales répétés (affaire d'évasion fiscale au Liechtenstein de 2008 (en), affaire Cahuzac, Offshore Leaks, etc.) et des velléités américaines de lever le secret bancaire en Suisse, les dirigeants du G20 font montre d'une volonté politique de moderniser la réglementation fiscale internationale,. L'OCDE dresse alors, en 2009, les premières listes de paradis fiscaux, qui par leurs contradictions (la Suisse est classée en « gris clair » et non en « noir », couleur des pays les plus opaques), sont la cible de nombreuses critiques.
Social-libéral assumé, cherchant à réguler le capitalisme mondialisé, il s'attelle avec le Centre de politique et d'administration fiscales de l'OCDE à négocier à l'échelle internationale, par la diplomatie, des changements de législation fiscale limitant la fraude fiscale. Libération écrit en 2020 que Pascal Saint-Amans aura « réussi à mettre fin en bonne partie au secret bancaire et à faire fondre la liste des paradis fiscaux ». Notamment, l'échange automatique d'informations fiscales entre 80 pays devient opérationnel en 2017.
L'action de Pascal Saint-Amans concernant les entreprises multinationales s'exerce, elle, essentiellement dans le cadre du projet Base erosion and profit shifting (BEPS ; en français « érosion de la base fiscale et transfert des bénéfices ») initié en 2012 par le G20 et dont la mise en œuvre revient à l'OCDE,,.
Il est considéré comme un interlocuteur privilégié des journalistes, ONG et personnalités politiques sur les questions relatives aux flux financiers internationaux et à l'évasion fiscale, relate Libération en 2020.
Il quitte l'OCDE fin octobre 2022. Il devient ensuite associé d'un cabinet de conseil stratégique et, à partir de février 2023, professeur à la Faculté de droit, des sciences criminelles et d'administration publique de l'Université de Lausanne (UNIL) et codirecteur du Centre de politique fiscale de l'UNIL.

### Vie familiale
Il rencontre sa femme durant ses études, en khâgne ; en 2020, elle est institutrice. Il a une fille en 1997 et un garçon en 2004 et vit à Paris.

## Publication
- Paradis fiscaux, comment on a changé le cours de l’histoire, Pascal Saint-Amans, Éditions du Seuil, (2023).